# Шелестов (остров)
Шелестов (укр. Шелестів) — небольшой остров, расположенный в Днепре, Украина. Находится неподалёку от села Прохоровка Каневского района Черкасской области. Не населён.
Остров вытянутой овальной формы, с тремя продолговатыми полуостровами на юго-востоке. Остров почти полностью покрыт лесами и мелкими кустарниками. Наивысшая точка — 89 метров. Длина — около 3,7 км, ширина — 1,3 км. Входит в состав Каневского природного заповедника.